# Andrea Cardona
Andrea Cardona (Ciudad de Guatemala, 19 de junio de 1982) es la primera mujer  centroamericana y del Caribe en alcanzar la cima más alta del mundo, el Monte Everest, 8.850 m s. n. m., y primera persona latinoamericana en completar el Adventurers Grand Slam, además es conferencista internacional, fundadora y CEO de la empresa The Altitude Company, autora del libro "Sin Límites, Everest", pionera en el campo de la salud y bienestar corporativo, entrenador y desarrolladora de team building y talleres para equipos de alto rendimiento.

## Biografía y Trayectoria
Andrea Melissa Cardona Morfín nació en la ciudad de Guatemala el 19 de junio de 1982.

“Tuve la suerte de tener padres jóvenes a los cuales les gustaba viajar por Guatemala en busca de aventuras. Los recuerdos más bonitos que tengo de mi infancia fueron la subida al Volcán de Pacaya, donde tuve mi primer contacto con lava y el más especial, el viaje a Semuc Champey, donde, en esa época llegar hasta allí era una verdadera travesía en Jeep 4X4.  Recuerdo la gran curiosidad con la que los niños k’ekchis nos observaban, el ruido intenso del río Cahabon al lado de nuestras carpas, la claridad de la luna por las noches y la sensación de estar completamente lejos de la civilización.”

A los 18 años, inclinada a dedicarse a la Industria Turística, aplicó para una beca en la Universidad de Génova, Italia, y cuatro años después se graduó de Economía del Turismo. Posteriormente trabajó para una cadena hotelera en Cerdeña y luego en Nueva York, realizando trabajo de escritorio en el área de mercadeo.
Con una base general de conocimientos en el ramo turístico Andrea aplicó para un trabajo como guía,  el mismo que encontró con un operador de viajes de Brasil con sede en Asia. Después de realizar siete trekkings  hasta el Campo Base del Monte Everest  y descubrir una innata pasión por el alpinismo,  se propuso como reto ser: “la primera mujer centroamericana en escalar los picos más altos de la tierra”.
Sus logros más grandes consisten en haber concluido los retos "Las 7 cumbres más altas de cada continente", "El Reto Los Tres Polos del Planeta" y el "Explorers Grand Slam"
Desde entonces ha guiado 10 trekkings  hasta el Campo Base del Everest, uno en una región restringida para turistas de Nepal que se llama Mustang y otro alrededor de Manaslu. También ha guiado trekkings en Kirguistán Bolivia y Perú, además de escalar montañas nevadas en Nepal y América del Sur, inclusive la más alta de las Américas (Aconcagua), de América del Norte (McKinley), de Europa (Elbrus), de África (Kilimanjaro), además de la montaña más alta de Bolivia (Sajama) y Ecuador (Chimborazo).
En 2007, escaló su primera montaña nevada en Nepal, el Island Peak de 6.200 m s. n. m.
En febrero del 2008 nace el proyecto "Rumbo al Everest 2010" donde Andrea llevó a cabo un programa de entrenamiento en 13 diferentes montañas nevadas, incluyendo 4 de las siete cumbres más altas de cada continente.
El 24 de septiembre de 2009 llegó a la cumbre del Cho Oyu 8,201 m, la sexta montaña más alta del mundo y se convirtió en la primera centroamericana en haberlo logrado.
El 23 de mayo de 2010 Andrea logra llegar a la cumbre más alta del mundo representando a Guatemala y Centroamérica como la primera mujer en lograrlo.
En el 2011, va de expedición en Antártica para escalar el Monte Vinson (la sexta de las 7 cumbres) y esquiar el último grado  de la tierra para llegar al Polo Sur geográfico en la celebración de su centenario.
En abril del 2012, va de expedición en esquís  nuevamente al Polo Norte Geográfico y así completa los 3 polos (Everest, Polo Norte y Polo Sur geográfico).
En septiembre del 2012, Andrea completó la séptima cumbre más alta de cada continente y así cumplió con un nuevo récord deportivo para la región latinoamericana.

## Récords Mundiales

### Monte Everest
El 23 de mayo del 2010 se convirtió en la primera mujer centroamericana en escalar el Monte Everest, la cumbre más alta del mundo y el denominado Tercer Polo del Planeta, por ser el tercer almacenamiento de hielo más grande del globo terráqueo.

### Explorers Grand Slam
El Gran Golpe de los Exploradores también llamado Adventurers Grand Slam (El Gran Golpe de los Aventureros) es un reto deportivo que consiste en llegar al Polo Norte, el Polo Sur y todas las "7 cumbres más altas de cada continente".

### El Reto de Los Tres Polos del Planeta
Posteriormente, el 28 de diciembre del 2011 emprendió un nuevo desafío en la Antártida después de haber esquiado 111.11 kilómetros  (equivalente a un grado de latitud terrestre) en una semana, logró que una mujer colocara por primera vez en la historia, la bandera de Guatemala en el polo sur geográfico.
El martes 17 de abril de 2012, culminó el reto de Los Tres Polos del Planeta, esquíando nuevamente 111.11 km, esta vez hacia el polo norte geográfico, el cual está ubicado en el Océano Ártico.
De esta manera Andrea Cardona llevó la bandera de Guatemala a un nuevo récord al convertirse en la primera mujer latinoamericana en lograr esta triple hazaña.

## Desafío de Las Siete Cumbres
| Continente    | Cumbre                       | Altitud | Cadena              | País           | Fecha de Ascenso         |
| ------------- | ---------------------------- | ------- | ------------------- | -------------- | ------------------------ |
| Sudamérica    | Aconcagua                    | 6962 m  | Andes               | Argentina      | 17 de febrero de 2008    |
| Norte América | Monte McKinley / Denali      | 6198 m  | Montañas Rocosas    | Estados Unidos | 4 de mayo de 2009        |
| Europa        | Elbrus                       | 5642 m  | Cáucaso             | Rusia          | 28 de junio de 2009      |
| África        | Kilimanjaro                  | 5893 m  | Rift Valley         | Tanzania       | 17 de agosto de 2009     |
| Asia          | Everest / Qomolangma         | 8848 m  | Himalaya            | China, Nepal   | 23 de mayo de 2010       |
| Antártida     | Macizo Vinson                | 4892 m  | Cordillera Sentinel | Antártida      | 6 de enero de 2012       |
| Oceanía       | Pirámide de Carstensz / Jaya | 4884 m  | Sudirman            | Indonesia      | 23 de septiembre de 2012 |

## Negocios y Emprendimientos
Fundadora y CEO de la empresa The Altitude Company.
- Conferencias motivacionales
- Team Building y talleres para equipos
- Salud y bienestar corporativo
- Conferencista y Profesora Universitaria en Aden University[10]
- Libro Sin Límites, Everest

## Redes Sociales
- www.andreacardona.com Web personal
- Facebook
- Instagram
- LinkedIn
- Conferencista Motivacional

- Datos: Q4755006
- Multimedia: Andrea Cardona / Q4755006